# Roaldsholmane
Roaldsholmane est une île norvégienne du comté de Hordaland appartenant administrativement à Bømlo.

## Description
Rocheuse et couverte d'une légère végétation, elle s'étend sur environ 122 m de longueur pour une largeur approximative de 110 m.